# Старі Копки (Кізнерський район)
Старі Ко́пки (рос. Старые Копки) — присілок в Кізнерському районі Удмуртії, Росія.
Населення становить 333 особи (2010, 411 у 2002).
Національний склад (2002):
- росіяни — 87 %

Урбаноніми:
- вулиці — Верхня, Зинов'ївка, Молодіжна, Нижня, Центральна